# Batalha de Deir Zor (Setembro–Novembro de 2017)
A Batalha de Deir ez-Zor foi um conflito entre o Estado Islâmico do Iraque e do Levante (EIIL) e o Exército Árabe Sírio (EAS) sobre a cidade de Deir ez-Zor, uma capital provincial, localizada nas margens do rio Eufrates. Por três anos (2014-2017) a cidade estava dividida e disputada entre o Estado Islâmico e a Síria Baathista. O resto da província estava sob controlo do EIIL durante a maior parte desse tempo, colocando a metade da cidade controlada pelo governo sob cerco.
No verão de 2017, o Exército Sírio lançou uma ofensiva em larga escala no centro da Síria, onde conseguiram levantar o cerco e iniciaram operações ofensivas para capturar o resto da cidade, bem como os arredores.

## Antecendentes
O Exército Sírio conseguiu quebrar o cerco de Deir ez-Zor, ao conseguir chegar à base da 137.ª Brigada em 5 de Setembro. No dia seguinte, o EAS assegurou uma linha de abastecimento através da estrada de Raqqa, e neste momento o cerco foi oficialmente levantado e dois novos objectivos foram estabelecidos:
1.º Capturar as aldeias próximas na margem oriental do Eufrates, cercando as partes controladas pelo EIIL da cidade e cortando o acesso à cidade para as Forças Democráticas Sírias que estavam realizando uma ofensiva simultânea na área;
2.º Recuperar o controlo total da cidade.

## Batalha

### Cerco ao Estado Islâmico na cidade
Em 14 de Setembro, o Exército Sírio capturou o distrito de Al-Baghiliyah, bem como o campus da Universidade Al-Jazeera, localizado no distrito. Depois disso, o Exército Sírio conseguiu capturar Maria'yah e assegurou seus arredores.
Em 15 de Setembro, a porta-voz do Ministério das Relações Exteriores da Rússia, Maria Zakharova, anunciou o início da ofensiva do Exército Sírio através do rio Eufrates, denominado "O Salto de Assad" e, um dia depois, a Força Aérea Russa bombardeou as posições das FDS a nordeste de Deir ez-Zor. Em 16 de Setembro, o Exército Sírio capturou Ayyash e a sua colina próxima, revertendo os ganhos do EIIL feitos durante uma ofensiva anterior em 2016.
Em 18 de Setembro, as forças pró-governo atravessaram o rio Eufrates usando pontões militares e lançaram uma ofensiva na margem leste da cidade de Deir ez-Zor, capturando posições a leste de al-Marat e chegando aos arredores de Mazloum. Em 22 de Setembro, a 4.ª Divisão Mecanizada e a 5.ª Legião do EAS começaram a avançar para o sul de Mazloum em direcção a Hasam.
Em 23 de Setembro, as forças do governo avançaram para o noroeste de Deir ez-Zor, ligando-se às tropas no sudeste de Raqqa e capturando Maadan. Entre 14 e 23 de Setembro, o EAS e seus aliados libertaram entre 1.300 e 1.700 quilómetros quadrados de território, incluindo 35 cidades e aldeias.
Em 16 de Outubro, o Exército Sírio capturou a cidade de al-Husayniyah do outro lado do Eufrates de Deir ez-Zor. No dia seguinte, a cidade de Janenah também foi capturada.
Em 17 de Outubro, o Exército Sírio cercou o EIIL na margem leste do Eufrates e capturou Al-Khasarat, Al-Kanamat e Al-Matar, dando-lhes o controle de todas as áreas que cercam as partes controladas pelo EIIL na cidade . No dia seguinte, as Forças Democráticas Sírias capturaram as aldeias de Shaqra, Hissan, Safirah, Fawqani e Al-Jea'a. Esses avanços eliminaram toda a presença do ISIL ao longo do Eufrates ao norte de Khusham, com exceção da própria cidade de Deir Ez-Zor.

### Derrota do Estado Islâmico na cidade
Em 17 de Outubro, o Exército Sírio capturou três distritos em Deir ez-Zor e avançou em outras três áreas, trazendo 90% da cidade sob seu controlo.
Em 18 de Outubro, enquanto as operações estavam sendo conduzidas contra as forças do EIIL na Ilha de Saqr, o major-geral Issam Zahreddine, símbolo da resistência governamental na cidade face ao EIIL, foi morto após a sua companhia foi atingida por uma mina terrestre. No dia seguinte, o EIIL lançou uma ofensiva surpresa na ilha de Saqr. Os islamistas detonaram uma bomba de túnel antes de um ataque geral às posições do Exército Sírio, com o objectivo de expulsá-las da ilha. No entanto, o ataque foi repelido com pequenas baixas do exército.
Em 25 de Outubro, o Exército Sírio atravessou as defesas do EIIL na zona noroeste do distrito de Al-Harabisheh, avançando 100 metros após o estádio da cidade. No dia seguinte, depois de capturar o Distrito Industrial da cidade, as forças do Exército Sírio lideradas pelas Forças Tigre cruzaram o Eufrates e atacaram a ilha de Saqr a partir do seu flanco ocidental. No final do dia, as forças do governo conseguiram capturar a ilha. O EAS também capturou partes do Distrito de Al-Sena'aa e entraram no Distrito de Ummal.
Em 29 de Outubro, as forças do governo capturaram dois distritos e um estádio em Deir ez-Zor, após o qual avançaram para um terceiro distrito. O EAS estava tentando chegar a uma área que continha bairros ainda controlado pelo EIIL onde cerca de 1.500 civis estavam presos. 50 combatentes do EIIL e 23 combatentes pró-governo foram mortos durante os combates. Em 31 de Outubro, as forças do governo sírio recuperaram os distritos de al-Kannamat e al-Rasafeh, bem como assegurando completamente a área do antigo Aeroporto, depois de terem recuperado o estádio municipal no dia anterior.
Em 1 de Novembro, o Exército Sírio fez avanços significativos no centro de Deir ez-Zor, capturando o distrito de Jubaliyah, a escola de direito, o parque central e a parte sul do distrito de Hamidiyah. No dia seguinte, as linhas de defesa do ISIL entraram em colapso à medida que as Forças Tigre e as unidades da Guarda Republicana avançavam rapidamente nas partes centrais da cidade, capturando o maior distrito de Deir ez-Zor, Hamidiyah. Isso deixou as forças do EIIL cercadas nos quatro bairros restantes sob seu controlo ao longo da margem ocidental do Eufrates. À meia-noite, os bairros Sheikh Yassin, Ardhi e Rashdiyah foram capturados, deixando apenas o distrito al-Hawiqa sob o controle jihadista, com cerca de 100 militantes lá confinados. Em 3 de novembro, as forças do governo sírio capturaram completamente a cidade.
Em 10 de Novembro, o exército sírio controlava 80% da ilha de Hawijat Qati após uma ofensiva para capturar as últimas posições do EIIL na área. A 17 de Novembro, os últimos combatentes do EIIL renderam-se e, assim fazendo com que o Exército Sírio tenha controlo sobre toda a cidade de Deir ez-Zor.

## Consequências
A vitória na cidade de Deir ez-Zor libertou várias unidades do Exército Sírio para confrontarem combatentes do Estado Islâmico a sul de Mayadin e fazer um avanço decisivo em direcção à cidade fronteira de Abu Kamal, o último grande bastião do EIIL na Síria.